# بار گربه سیاه
بار گربه سیاه یا بار بلک کت (به انگلیسی: Black Cat Bar) در سانفرانسیسکو، کالیفرنیا بود. در ابتدا در سال ۱۹۰۶ افتتاح شد و در سال ۱۹۲۱ بسته شد. گربه سیاه در سال ۱۹۳۳ دوباره افتتاح شد و ۳۰ سال دیگر فعالیت کرد. در طول دوره دوم فعالیت خود، این سرویس پاتوقی برای بوهمین و نسل بیت بود اما با گذشت زمان محلی برای همجنسگرایان شد، و به یک نقطه گرد همایی برای آنچه که در آن زمان به عنوان جنبش هموفیلی شناخته می‌شد تبدیل شد، پیشرو جنبش رهایی‌بخش همجنسگراها بود که در دهه ۱۹۶۰ شتاب گرفت.
بار گربه سیاه در مرکز یکی از اولین مبارزه‌های قانونی دردادگاه برای ایجاد حمایت‌های قانونی برای همجنسگرایان در ایالات متحده بود. با وجود این پیروزی، در پی فشارهای مداوم از سوی نهادهای اجرای قانون سرانجام در سال ۱۹۶۴ این بار بسته شد.

## تاریخچه
بار گربه سیاه، اندکی پس از زمین‌لرزه ۱۹۰۶ سان فرانسیسکو افتتاح شد. در سال‌های اولیه، این بار در زیرزمین هتل آتن در خیابان ۵۶ میسون در محله تندرلوین سان فرانسیسکو قرار داشت. این ساختمان هنوز موجود و اکنون محل هتل بریستول است. هنگامی که کارآفرین چارلز ریدلی در سال ۱۹۱۱ بار را به‌دست گرفت برای نمایش‌های وودویل -استایل آن را به یک سالن نمایش تبدیل کرد. در طی چند سال، ریدلی و گربه سیاه تحت نظارت شدید پلیس قرار گرفت و به عنوان مرکز احتمالی تن‌فروشی مورد سوء ظن بود. بار گربه سیاه در سال ۱۹۲۱ مجوز رقص خود را از دست داد و تعطیل شد.

## بیتس و بوهمیناس
با لغو قانون ممنوعیت الکل در ایالات متحده آمریکا، بار گربه سیاه در سال ۱۹۳۳ در خیابان ۷۱۰ مونتگومری، با مالکیت ریدلی دوباره افتتاح شد. سول استومن این بار را در دهه ۱۹۴۰ خریداری کرد. در سالهای اولیه مالکیت استومن، گربه سیاه مرکزی برای جمعیت همجنسگرا و نسل بیت بود. ویلیام سارویان و جان استینبک به‌طور مکرر در آنجا حضور می‌یافتند، و رویدادهای اصلی بخشی از رمان در جاده (جک کرواک) در مورد بار نگاشته شده‌است.

## افزایش مشتری و حمایت‌ها
در حالی که بیت‌ها در دهه ۵۰ هم به اجتماع در بار می‌پرداخت، در سالهای پس از جنگ جهانی دوم، همجنسگرایان بیشتر و بیشتر به آن رفت و آمد داشتند. آلن گینزبرگ، شاعر بیت و همجنسگرا، گربه سیاه را به عنوان "بهترین کافه بار همجنس‌گریان در آمریکا توصیف کرد. کاملاً آزاد، کولی، سانفرانسیسکو بود … و هر کسی به آنجا رفته بود، دگرجنسگراها و همجنسگرا. . . . همه همجنسگراها فریاد می‌زدند ملکه‌های می‌آیند، انواع کت و شلوار فلانل خاکستری دگرجنسگراها، پیراهن‌های بند مردانه. همه شاعران به آنجا رفت و آمد داشتند. " در سال ۱۹۵۱، این کافه بار در لیست گروه کنترل نظم و انضباطی نیروهای دولتی قرار داده شد سازمانی که ورود مأموران نظامی به آن ممنوع بود.
در این کافه بار خوانندگان به صورت زنده اجراء می‌کردند که مشهورترین آنها خوزه ساریا بود. ساریا، ابتدا پیشخدمت بود، او آهنگ محبوب مشعل را اجرا می‌کند و همه با او همخوانی می‌کنند.
با توجه به اقبال عمومی وی سرانجام سه تا چهار اجراء در هر شب به همراه یک نمایش منظم بعد از ظهر یکشنبه‌ها به‌دست‌آورد.
ساریا؛ آریاهای کامل را اجرا می‌کرد. تخصص او بازخوانی اپرای ژرژ بیزه، کارمن بود که در سان فرانسیسکو امروزی تنظیم شده‌است. ساریا نقش محبوب کارمن را هنگام پرسه زدن در میدان یونیون سان فرانسیسکو را اجراء می‌کرد. هنگامی که او رذیلت را ترک کرد، حضار «کارمن» را تشویق می‌کردند.

تصویر فضای داخلی کافه بار موجود در مرکز تاریخ سان فرانسیسکو، کتابخانه عمومی سان فرانسیسکو

ساریا مراجعان را تشویق می‌کرد که تا حد ممکن راحت و آزاد باشند، "هیچ مشکلی در همجنسگرا بودن وجود نداشت. در ساعت بسته شدن بار، او هواداران را در آواز "خدای نجات نلی کوئینز"غرق می‌کرد و به عنوان آخرین آهنگ " خدانگهدار ملکه " را می‌خواند. گاهی او به بیرون از بار می‌رفت تا برای کسانی که اویل شب در حملات دستگیر شده بودند آهنگ آیه آخر را بخواند. جورج مندنخال، روزنامه نگار همجنسگرا "از این آیین در فیلم غیرقابل بیان (به انگلیسی: word is out) گفت:
 "این احمقانه به نظر می‌رسد، اما اگر شما در آن زمان زندگی می‌کردید و ظلم اداره پلیس نسبت به جامعه دگرباشان را می‌دیدید، دیگر جایی برای حرفی وجود نداشت … اینکه بتوانید بازوهای خود را در دور دیگر همجنسگراها قرار دهید و در حال ایستاده آهنگ "God Save Us Nelly Queens" را بخوانید … ما واقعاً نمی‌گفتیم "خدا نلی کوئینز را نجات دهد". ما می‌گفتیم "ما هم حق آزادی داریم". 
 ساریا اولین کاندیدای همجنسگرای علنی در ایالات متحده بود که به مقام رسمی رسید و در سال ۱۹۶۱ برای کرسی در هیئت نظارت بر سان فرانسیسکو شرکت کرد. ساریا تقریباً به‌طور پیش فرض برنده شد. در آخرین روز برای ثبت نام از نامزدها، مقامات شهرستان متوجه شدند که کمتر از پنج کاندیدا برای پنج کرسی آزاد شرکت می‌کنند، که این امر به ساری اطمینان می‌داد که کرسی داشته باشد. تا پایان روز ۳۴ نامزد ثبت نام کرده بودند. ساریا حدود ۶۰۰۰ رأی به‌دست‌آورد، این امر برای صاحب نظران سیاسی شکه کننده بود و این ایده را ایجاد کرد که یک حزب همجنسگرا می‌تواند قدرت واقعی در سیاست‌های شهر را به دست آورد. همان‌طور که ساریا اظهار داشت: «از آن روز به بعد، هیچ‌کس در سانفرانسیسکو به دنبال هیچ کاری نبود بدون اینکه جامعه همجنسگرا را بکوبد.»

## آزار و اذیت پلیس
در سال ۱۹۴۸، اداره پلیس سانفرانسیسکو و کمیسیون کنترل مشروبات الکلی، در پاسخ به افزایش مشتری‌های همجنسگرای بار گربه سیاه، اقدام به آزار و اذیت صاحب بار و مراجعین آن کردند. استومن، صاحب کافه بار، متهم به جرایمی چون «نگه داشتن یک خانه بی نظم» شد و هیئت دولتی کنترل مشروبات الکلی مجوز فروش مشروبات الکلی بار را به مدت نامحدود به حالت تعلیق درآورد. به‌طور کلی، استومن که دگرجنسگرا بود، علیه سیستم ایالتی به دادگاه شکایت نمود. در سال ۱۹۵۱، دادگاه عالی کالیفرنیا، دراستومن وی (به انگلیسی: Stoumen v). ریلی (37 Cal.2d 713) حکم داد که برای تعلیق پروانه کافه بار؛ باید علتی ارائه گردد، باید چیز بیشتری از اینکه بسیاری از مراجعانش همجنس‌گرا هستند و از رستوران او را استفاده می‌کنند ارائه شود؛ و کافه بار به عنوان یک محل ملاقات مجاز است" این یکی از اولین تأییدهای قانونی در مورد جنبش‌های اجتماعی دگرباشان جنسی در ایالات متحده بود. با این حال، دادگاه اظهار نظر خود را واضح اعلام کرد که ABC ممکن است هنوز با شکایت همسران همجنسگرا با "اثبات ارتکاب اقدامات غیرقانونی یا غیراخلاقی در محوطه" بار را ببندد.
در پاسخ به این پیروزی حقوقی و با تکیه بر این استدلال «اعمال غیرقانونی یا غیراخلاقی»، ایالت یک قانون اساسی ایجاد نمود و در قوانین کنترل مشروبات الکلی کالیفرنیا (ABC) اصلاحاتی را تصویب کرد. مجمع ایالتی کالیفرنیا در سال ۱۹۵۵ قانونی را تصویب کرد که اختیارات گسترده‌ای را برای ABC برای سرکوب کردن هرگونه «متوسل شدن [برای] منحرفان جنسی» به تصویب می‌رساند. گربه سیاه به همراه تعدادی از مؤسسات دیگر با اجرای این قانون تعطیل شدند. در یک دادگاه طی یک پرونده در اوکلند، کالیفرنیا، Vallerga v. علیه دپارتمان کنترل مشروبات الکلی، دادگاه عالی کالیفرنیا این قانون جدید را غیرقانونی اعلام کرد. این تصمیم پیروزی کامل نبود، زیرا دادگاه خاطرنشان کرد که در صورت ارائه مدارک توسط ABC مبنی بر «گزارش‌هایی از رقصیدن زن با زنان دیگر و زنان دیگری که زنان دیگر را می‌بوسیدند» ممکن است این قانون را تأیید کند؛ بنابراین، همجنسگرایان حق جمع شدن را به دست آورده بودند، اما تنها در صورت توافق برای لمس نکردن یکدیگر.
هنگامی که پلیس و مقامات شهری به گسترش روزافزون طرفداران بلک کت و سایر گروه‌های همجنسگرا در این شهر و موفقیت گربه سیاه در دادگاه؛ رو به رو شدند، با انجام حملات مکرر و دستگیری‌های گسترده پاسخ دادند. یک تاکتیک مورد علاقه، دستگیری زن‌پوشها بود، زیرا جعل هویت یک عضو جنس مخالف، در آن زمان، یک جرم بود. ساریا با چاپ و ارائه برچسب برای زن‌پوشها که روی آن نوشته بود «من یک پسر هستم» پاسخ داد، بنابراین نمی‌توانستند ادعا کنند آنها هویت زنان را جعل می‌کنند.

## بسته شدن
در سال ۱۹۶۳، به دنبال حدود ۱۵ سال فشار بی‌امان از طرف پلیس و ABC، استومن دیگر توانایی مالی برای ادامه جنگ را نداشت. هزینه نبرد طولانی قانونی وی بیش از ۳۸۰۰۰ دلار بود. ساریا از صاحبان سایر بارهای همجنسگرای شهر برای کمک به استومن در پرداخت صورتحساب‌های قانونی درخواست کرد، اما هیچ‌کدام هیچ کمکی ارائه نکردند. ABC مجوز فروش مشروبات الکلی بار را در سال ۱۹۶۳، شب قبل از جشن سالانه هالووین تعلیق نمود. گربه سیاه بعد از یک جشن نافرجام در آخرین هالووین خود که در آن فقط نوشیدنی‌های غیر الکلی سرو می‌شد برای ادامه فعالیت به فروش مواد غذایی و نوشیدنی‌های مجاز رو آورد، که سرانجام در فوریه ۱۹۶۴کاملا تعطیل شد.
در محل این بار هم‌اکنون یک رستوران سطح بالا به نام نیکوز (به انگلیسی: Nico's)، موجود است.
در ۱۵ دسامبر۲۰۰۷ یک نشان یادبود برای گربه سیاه نوشتند و در تاریخ سانفرانسیسکو ثبت شده در محل قرار گرفت.

## یادداشت
1. 1 2  Boyd p. 56
2. ↑  Gary Kamiya, "Boisterous Dive's Saga Is the Story of SF's Seamier Side", San Francisco Chronicle (October 31, 2014)
3. ↑  Laird, Cynthia (2007-12-15). "News in brief: Legendary gay bar to be remembered". The Bay Area Reporter Online. Retrieved 2008-06-22.
4. 1 2  Boyd p. 57
5. ↑  Miller p. 346
6. 1 2 3  D'Emilio p. 187
7. ↑  Shilts p. 52
8. ↑  Miller p. 347
9. ↑  Witt, et al. p. 8
10. ↑  Shilts pp. 56–7
11. ↑  Lockhart p. 36
12. ↑  Stoumen v. Reilly, 37 Cal. 2d 713)
13. 1 2  Eskridge p. 94
14. ↑  Shilts p. 53
15. ↑  Gorman p. 150